# Fritz Schneider (Maler, 1848)
Friedrich „Fritz“ Schneider (* 15. November 1848 in München; † 12. Dezember 1885 in Heilbronn) war ein deutscher Genre- und Porträtmaler der Münchner und Düsseldorfer Schule.

## Leben
Schneider wurde 1848 als Sohn des Münchner Verlegers Friedrich Schneider geboren. Ein älterer Bruder war der Maler Hermann Schneider. Er wurde zunächst Kaufmann und war als solcher in Lindau, Heilbronn und Triest tätig. Als Einjährig-Freiwilliger zog er in den Deutsch-Französischen Krieg. Er nahm an der Schlacht von Orléans sowie der Belagerung und Übergabe von Paris teil. Als Landwehr-Lieutenant zum Offizier aufgestiegen, erhielt er das Ritterkreuz des Militärverdienstordens des Königreichs Bayern und das Eiserne Kreuz zweiter Klasse.
An der Kunstakademie Düsseldorf studierte er in den Jahren 1879 bis 1881. Dort waren Carl Ernst Forberg (Radierklasse) und Wilhelm Sohn (Malklasse, Meisterklasse) seine Lehrer. In München schrieb er sich am 4. Mai 1881 an der Königlichen Akademie der Bildenden Künste ebenfalls zum Studium ein. Dort wurde er Schüler von Carl Theodor von Piloty.